# Eutrepsia prumnides
Eutrepsia prumnides là một loài bướm đêm trong họ Geometridae.